# Генгер-лейн (станція метро)
51°31′48″ пн. ш. 0°17′34″ зх. д. / 51.53° пн. ш. 0.292778° зх. д.
Генгер-лейн (англ. Hanger Lane) — станція Центральної лінії Лондонського метро. Розташована у 3-й тарифній зоні, у районі Генгер-гілл, між станціями — Перівеїл та Норт-Актон. Пасажирообіг на 2017 рік — 3.89 млн осіб.
Конструкція станція — наземна відкрита, з однією острівною платформою.
- 30. червня 1947: відкриття станції.

## Пересадки
- На метростанцію Парк-Роял
- На автобуси London Buses маршрутів: 95, 112, 226, 483 та 487.

## Послуги
| Попередня станція | Лінія | Лінія                                                  | Лінія | Наступна станція |
| ----------------- | ----- | ------------------------------------------------------ | ----- | ---------------- |
| Перівеїл          |       | Лондонське метро Центральна лінія відгалуження Раїсліп |       | Норт-Актон       |